# Strikers 1945
Strikers 1945 (ストライカーズ1945) est un jeu vidéo de type shoot 'em up développé et édité par Psikyo, sorti en 1995 sur borne d'arcade Psikyo 1st Generation puis porté sur Saturn et PlayStation. Il est sorti sur PlayStation 2 dans la compilation 1945 I&II The Arcade Games. Il a été porté sur iOS et Android. On le retrouve sur Nintendo Switch dans la compilation Psikyo Shooting Stars Alpha et sur le Nintendo eShop.
Une version améliorée a vu le jour : Strikers 1945 Plus.

## Accueil
- Nintendo Life : 8/10[1]